# Geoff Andrew
Geoff Andrew (1954, Reino Unido) é um escritor e conferencista britânico.